# Ralph Neville, 2. Baron Neville de Raby

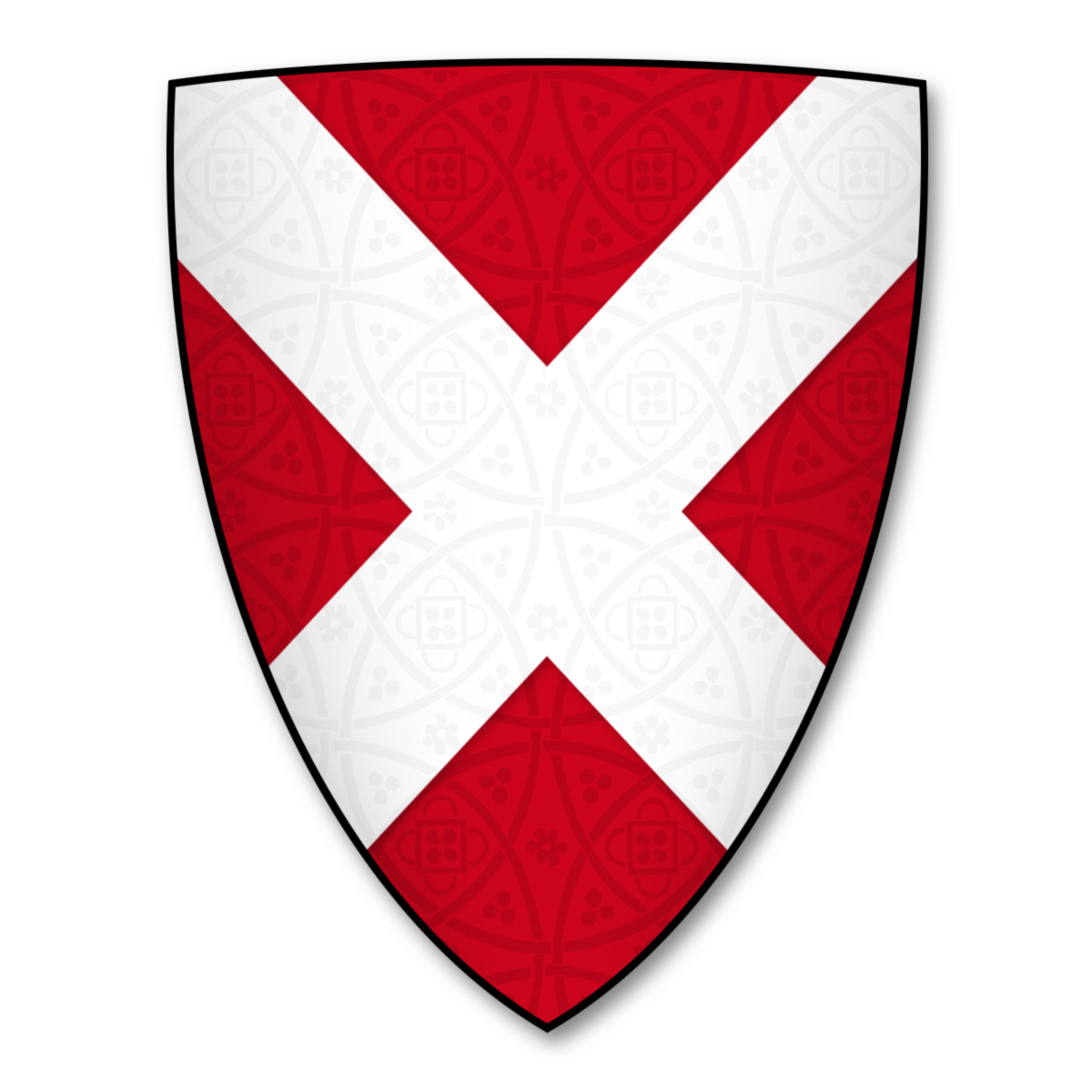
Wappen der Familie Neville de Raby

Ralph Neville, 2. Baron Neville de Raby (nach anderer Zählung auch 4. Baron Neville) (* um 1291; † 5. August 1367) war ein englischer Adliger und Militär. Er diente loyal und mit Auszeichnung der englischen Krone. Mit ihm stieg die Familie Neville zu den führenden Adelsfamilien Nordenglands auf.

## Herkunft und Dienst als Militär im Krieg mit Schottland
Ralph Neville entstammte der englischen Familie Neville. Er war der zweite Sohn von Ranulph Neville, 1. Baron Neville de Raby und dessen Frau Euphemia Clavering. Er wird erstmals erwähnt, als er während des Kriegs mit Schottland 1318 als Militär an der Grenze zu Schottland diente. Im Juni 1319 unternahm er mit einer Streitmacht, der auch seine Brüder Robert, Alexander und John  angehörten, einen Vorstoß in der Nähe von Berwick. Dabei wurden sie am 6. Juni von einer schottischen Streitmacht unter James Douglas gestellt und geschlagen. Während der älteste Bruder Robert getötet wurde, gerieten Ralph und seine beiden jüngeren Brüder in schottische Gefangenschaft. Das Datum des Gefechts ist umstritten, da der Vorfall nach anderen Angaben während der Belagerung von Berwick im September 1319 stattgefunden hatte, doch vielleicht erfolgte das Gefecht im Vorfeld des englischen Feldzugs oder unabhängig von diesem. Die Schotten verlangten für die Freilassung von Ralph ein hohes Lösegeld in Höhe von 2000 Mark. Angesichts dieser Summe bat Ralphs Vater König Eduard II. um finanzielle Unterstützung, doch ob der König diese gewährte, ist unbekannt.

## Rolle beim Sturz von Eduard II. und beim Sturz von Roger Mortimer
Spätestens 1321 war Ralph aus der schottischen Gefangenschaft freigelassen worden, als er zu den Gefolgsleuten von Thomas of Lancaster gehörte. Dieser rebellierte gegen den König, und Ralph bezeugte die Abmachung, die Lancaster mit mehreren nordenglischen Baronen in Sherburn schloss. Er diente offenbar auch als Kontaktmann zwischen Lancaster und dem schottischen Militär James Douglas. Offenbar gelang es Neville aber, sich von Lancaster zu lösen, bevor dieser im März 1322 in der Schlacht bei Boroughbridge entscheidend geschlagen wurde, in Gefangenschaft geriet und als Verräter hingerichtet wurde. Neville stand bereits in diesem Jahr wieder als Verwalter des nordenglischen Warkworth Castle im Dienst des Königs. 1325 gehörte er einer Kommission an, die die Einhaltung der Bedingungen des 1323 mit Schottland geschlossenen Waffenstillstands sichern sollte. Als im September 1326 Königin Isabelle und Roger Mortimer mit einem kleinen Heer in England landeten, um die tyrannische Herrschaft von Eduard II. zu stürzen, wurden sie von Neville und seinen beiden jüngeren Brüdern Alexander und John unterstützt. Neville diente auch der neuen, von Roger Mortimer dominierten Regierung als Militär an der Grenze zu Schottland. 1328 trat er in den Dienst des nordenglischen Magnaten Henry Percy. Im Oktober 1330 stürzte der junge König Eduard III. in einem Staatsstreich Roger Mortimer. Der wahrscheinlich mit Ralph Neville verwandte John Neville of Hornby gehörte zu den Rittern, mit denen der König während des Staatsstreichs in Nottingham Castle eindrang. Dabei erschlug John Neville Hugh Turplington, der unter Mortimer das Amt des Steward of the Royal Household bekleidet hatte. Sechs Tage später, am 25. Oktober 1330, wurde Ralph Neville zum neuen Steward of the Royal Household ernannt. In den nächsten Jahren gehörte Neville zu den einflussreichsten Adligen am Hof von Eduard III. Dennoch blieb er weiter Percy verbunden. Er erneute im Januar 1332 sein Bündnis mit ihm und versprach ihm, ihn sowohl im Krieg wie im Frieden mit 20 men-at-arms zu unterstützen. Dafür erhielt er von Percy das Gut von Newburn in Northumberland zur lebenslangen Nutzung. Dazu hatte er nach dem Tod seines Vaters 1331 dessen Besitzungen in Nordengland geerbt.

## Rolle im Zweiten Schottischen Unabhängigkeitskrieg

### Unterstützung der Enterbten
1332 begannen mit der Invasion der Enterbten der sogenannten Enterbten der Zweite Schottische Unabhängigkeitskrieg. Die sogenannten Enterbten waren englische Adlige, die durch den 1328 mit Schottland geschlossenen Frieden ihre schottischen Besitzungen verloren hatten. Die Enterbten unterstützten Edward Balliol, der im September 1332 zum König der Schotten gekrönt wurde. Im Dezember 1332 musste Balliol aber wieder aus Schottland flüchten. Eduard III. hatte den Angriff der Enterbten stillschweigend geduldet, wollte sich aber nicht offen am Krieg beteiligen. Im Februar 1333 schenkte der König Neville 800 Mark, andere Adlige erhielten ähnlich hohe Summen. Diese Geldgeschenke machte der König wohl in der Absicht, dass die Adligen mit dem Geld ihre Ausgaben für einen eigenen Feldzug nach Schottland bestritten. Im März 1333 schloss sich Neville zusammen mit William Montagu, dem Earl of Arundel und Henry of Grosmont Edward Balliol an, der mit einem neuen Heer durch Roxburghshire nach Berwick zog und mit der Belagerung der Stadt begann. Anfang Mai 1333 erschien schließlich der englische König mit einem Heer vor der Stadt. Ob Neville am 19. Juli in der Schlacht von Halidon Hill teilnahm, in der das schottische Entsatzheer vernichtend geschlagen wurde, ist unklar.

### Dienst für den König in Schottland

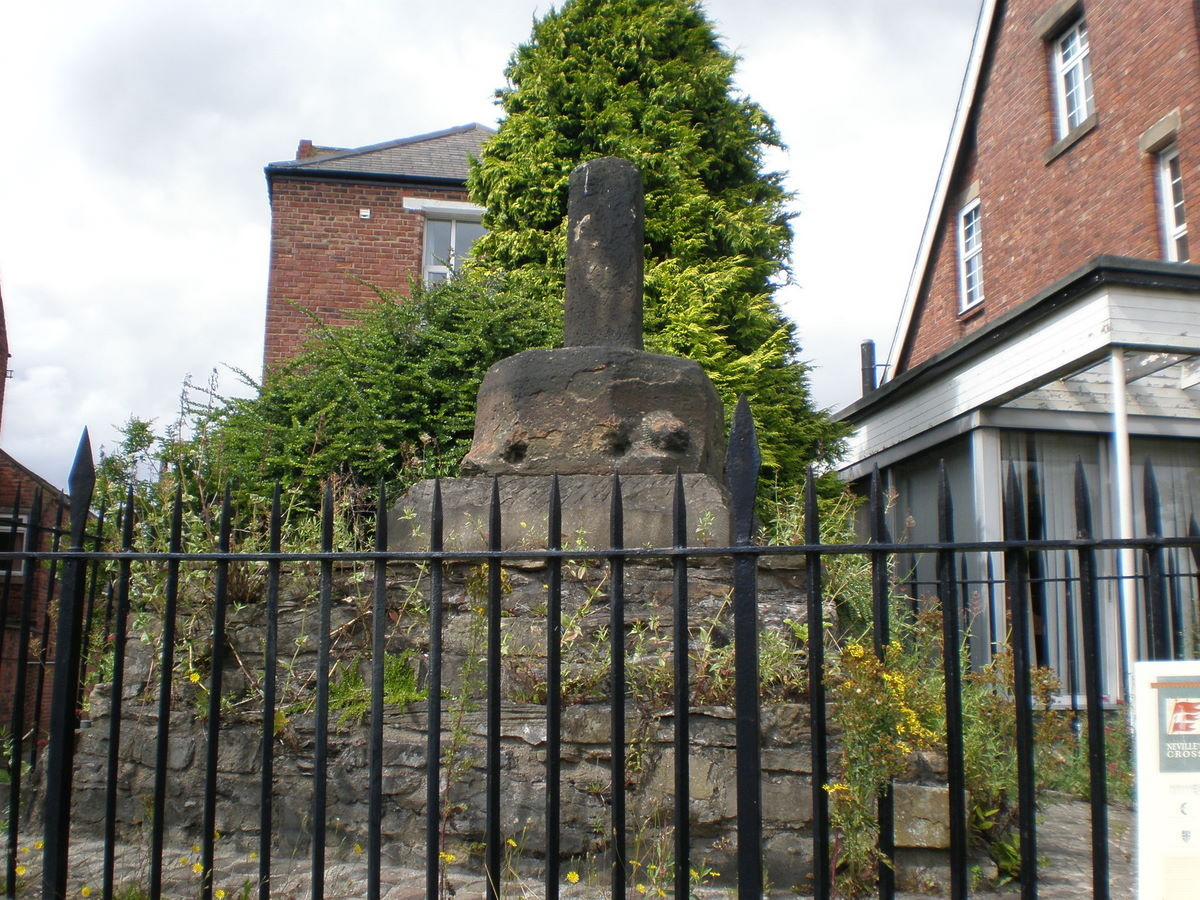
Die Reste des angeblich von Neville errichtete Neville’s Cross (2008)

Nach dem Sieg von Halidon Hill übernahm Balliol wieder die Herrschaft in Schottland. Eduard III. sandte Neville als englischen Vertreter zu den schottischen Parlamenten in Scone im Oktober 1333 und in Edinburgh im Februar 1334. Dabei sollte er darauf drängen, dass Balliol das im November 1332 geschlossene Abkommen mit dem englischen König einhielt. Gemäß diesem Abkommen sollte Balliol als schottischer König dem englischen König Hommage leisten und weite Teile von Südschottland an England abtreten. Doch trotz aller Erfolge war die Herrschaft von Balliol nicht gesichert und der schottische Widerstand nicht völlig gebrochen. Der englische König versuchte deshalb durch eine Reihe von Feldzügen, die Schotten endgültig zu besiegen. Neville und Henry Percy wurden im August 1334 von Eduard III. zu Verteidigern der Scottish Marches und der königlichen Ländereien in Südschottland ernannt. Im Herbst 1334 wurde er zum Banneret ernannt, und von November 1334 bis Februar 1335 nahm er mit einem Gefolge von 60 men-at-arms und 40 berittenen Bogenschützen an dem Feldzug von Eduard III. nach Roxburgh teil. Von Juni bis September 1335 nahm er mit 85 men-at-arms an dem englischen Feldzug teil, bei dem Eduard III. bis nach Perth vorstieß. Dabei wurde ihm am 29. August 1335 lebenslang die Aufsicht über Bamburgh Castle in Northumberland verliehen. Nach dem Chronisten Robert de Graystanes gehörte Neville zu dieser Zeit zu den engsten Vertrauten des englischen Königs. Dieser belohnte Neville angemessen für seine Dienste. 1333 ernannte Eduard III. Neville während der Vakanz nach dem Tod von Bischof Louis de Beaumont zum Verwalter der Temporalien der Diözese Durham. Möglicherweise gewann Neville dabei in der Diözese so viel Einfluss, dass sein jüngerer Bruder Thomas Neville im März 1334 zum Archidiakon von Durham ernannt wurde. 1336 erhielt er die Anwartschaft auf die Baronie Bywell in Northumberland. Hiermit legte er den Grundstein für den später umfangreichen Grundbesitz der Familie Neville im Süden der Grafschaft. Neville diente dem König aber nicht nur in Nordengland und im Krieg mit Schottland. Obwohl er am 24. März 1336 sein Amt als Steward of the Household niederlegte, behielt er gute Kontakte zum Königshof. Als der König im Juli 1338 und im Juni 1340 zu Feldzügen im Krieg mit Frankreich in die Niederlande aufbrach, gehörte Neville während der Abwesenheit des Königs dem Regentschaftsrat an. Dabei war er zusammen mit Percy besonders für die Verteidigung der Grenze zu Schottland verantwortlich. 1338 und 1339 nahm er an weiteren Feldzügen nach Schottland teil. Der König dankte ihm mit der Verleihung von Landbesitz in Berwickshire und Roxburghshire. Angesichts der zunehmenden Erfolge der Schotten im Kampf gegen die Engländer wird Neville diese südschottischen Besitzungen aber nur mit Schwierigkeiten gehalten haben. Möglicherweise hatte Neville auch gehofft, nach dem Tod von John FitzRobert de Clavering, seines Onkels mütterlicherseits, die Baronie Warkworth zu erhalten. Eduard III. vergab diese aber an Henry Percy. Obwohl Neville und Percy ein gutes Verhältnis zueinander hatten und im Krieg in Schottland eng zusammen arbeiteten, bargen die Geschenke des Königs an Percy und Neville zu Beginn des Kriegs den Keim der späteren Rivalität zwischen den Familien Neville und Percy.

### Sieg in der Schlacht von Neville’s Cross
Als während eines Feldzug des englischen Königs in Nordfrankreich der schottische König David II. 1346 mit einem Heer in Nordengland einfiel, gehörte Neville zu einem der drei Kommandanten des englischen Heeres, das zur Abwehr gegen die Schotten aufgeboten wurde. Am 17. Oktober konnten das englische Heer die Schotten in der Schlacht von Neville’s Cross entscheidend schlagen. Nachdem zahlreiche schottische Magnaten gefallen und der schottische König in englische Gefangenschaft geraten war, führte Neville zusammen mit Gilbert Umfraville einen Feldzug nach Südschottland. Die Legende, nach der er zur Erinnerung an den englischen Sieg das Neville’s Cross an der Brancepeth Road westlich von Durham errichten ließ, ist wahrscheinlich haltlos. Nach der Anonimalle Chronicle wurde der Ort der Schlacht bereits zuvor la Nevyle Croice benannt. Mit dem Sieg bei Neville’s Cross und der andauernden Gefangenschaft des schottischen Königs schwand die Bedrohung Nordenglands durch schottische Angriffe. Nevilles weiteres Leben verlief nun ohne große Ereignisse. Er behielt aber sein Amt als Verteidiger der Scottish Marches und wurde 1355 dazu zum Gouverneur von Berwick ernannt. Nach der Chronik von Froissart soll er im August 1350 an dem Sieg in der Seeschlacht von Winchelsea gegen eine kastilische Flotte teilgenommen haben, was aber nicht belegt ist.

## Beisetzung in der Kathedrale von Durham

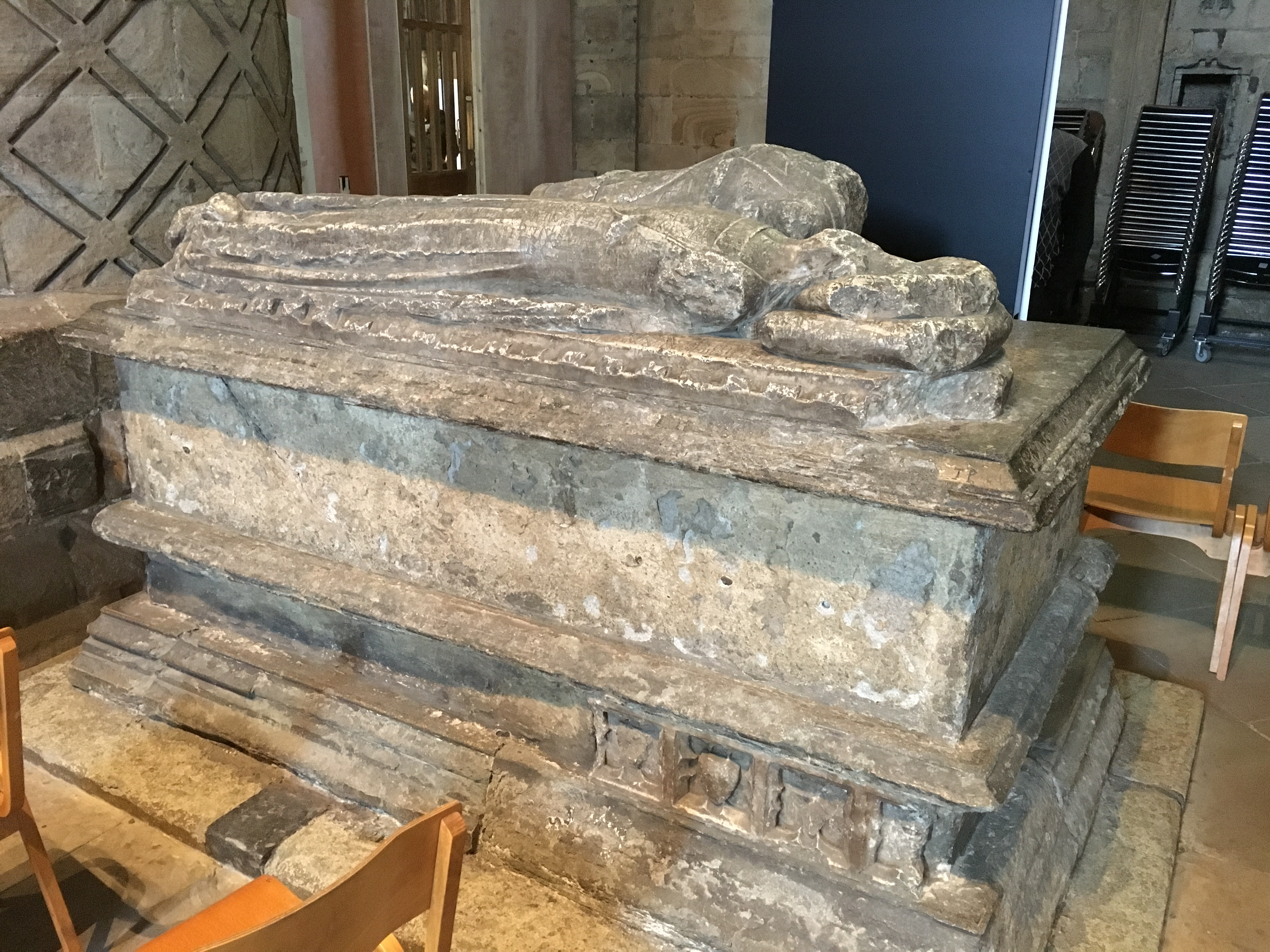
Grabdenkmal für Neville und seine Frau in der Kathedrale von Durham

Im Alter widmete sich Neville verstärkt seinem Seelenheil. 1355 stiftete er der Kathedrale von Durham ein mit Heiligenbildern besticktes Messgewand aus rotem Samt. Dieses hatte er von den Testamentsvollstreckern von Bischof Richard de Bury als Sicherheit für Schulden in Höhe von £ 100 erhalten. Zur selben Zeit soll er den Prior des Kathedralpriorats gebeten haben, dass er und seine Frau nach ihrem Tod im Langhaus der Kathedrale beigesetzt werden dürfen. Nevilles Schenkungen und sein Ruhm als einer der Sieger von Neville’s Cross, einem Sieg, der angeblich mit Hilfe der Reliquien des besonders in Durham verehrten heiligen Cuthbert errungen wurde, überzeugten den Prior und die Mönche des Kathedralpriorats offenbar, Neville als ersten Nichtgeistlichen eine solche Ehre zu erweisen. Kurz nach seinem Tod wurde er 1367 am östlichen Ende des Langhauses beigesetzt. Nach ihrem Tod wurde seine Frau neben ihm beigesetzt.

## Ehe und Nachkommen
Neville hatte im Januar 1327 Alice Audley (um 1300–1374), eine Tochter von Hugh Audley und Isolt de Balun geheiratet. Sie war die Witwe von Ralph Greystoke, 1. Baron Greystoke. Mit ihr hatte er fünf Söhne und vier Töchter:
- John Neville, 3. Baron Neville de Raby (1328–1388)
- Alexander Neville († 1392)
- Ralph Neville
- Sir Robert Neville († nach 1345) ⚭ Margaret Grey
- Sir William Neville (um 1341–1391)
- Euphemia Neville († 1393) ⚭ (1) Robert de Clifford, 4. Baron de Clifford ⚭ (2) Reynold Lucy, ⚭ (3) Sir Walter Heselarton
- Margaret Neville († 1372) ⚭ (1) William de Ros, 3. Baron de Ros († 1352), ⚭ (2) Henry Percy, 1. Earl of Northumberland
- Catherine Neville († 1361) ⚭ William Dacre, 2. Baron Dacre
- Eleanor Neville

Nevilles Frau hatte aus ihrer ersten Ehe mit Ralph Greystock einen Sohn, William Greystoke. Dieser wurde zunächst ein Mündel von Neville. Nachdem er volljährig geworden war, heiratete er, aber die Ehe blieb kinderlos. Daraufhin hoffte Neville, die Besitzungen seines Stiefsohns auf seinen eigenen jüngsten Sohn William übertragen zu können. Dabei sollte William den Namen und das Wappen von Greystock annehmen. Greystocks Frau starb aber, worauf er erneut heiratete und 1353 einen Sohn bekam. Damit wurden Nevilles Pläne gegenstandslos. Drei seiner Töchter konnte Neville mit Angehörigen angesehener nordenglischer Adelsfamilien verheiraten. Seine jüngste Tochter Eleanor trat als Nonne in den Konvent der Klarissen in Aldgate in London ein. Sein Erbe wurde sein ältester Sohn John.